# Сауэ, Эвели
Э́вели Са́уэ (эст. Eveli Saue; 13 февраля 1984, Кярдла, Эстонская ССР, ныне уезд Хийумаа, Эстония) — эстонская биатлонистка, лидер своей сборной. Начала заниматься биатлоном в 2001 году, член национальной команды с 2002 года. Участница 3-х чемпионатов мира и Олимпийских игр в Турине. Лучший результат в Кубке мира показала в сезоне 2006/07 в индивидуальной гонке — 5 место (повторение результата Елены Поляковой, который является лучшим для биатлонисток сборной Эстонии). Также ещё три раза попадала в топ-10 и восемь раз в топ-20. Чемпионка мира по биатлон-ориентированию.
В декабре 2009 года, перед началом первой гонки сезона Кубка мира, получила травму в результате несчастного случая, однако сравнительно быстро оправилась и уже в январе смогла принять участие в этапе Кубка мира в Рупольдинге.
Встречается с эстонским биатлонистом Прийтом Виксом.
На олимпийских играх в Турине была знаменосцем своей национальной сборной.
Бронзовый призёр юниорского чемпионата мира по спортивному ориентированию («короткая» дистанция, Пылва, 2003 год). Бронзовый призёр юниорского чемпионата мира по биатлону (эстафета, Контиолахти, 2005 год).

## Завершила карьеру.
В сезоне 2011/2012 годов. После эстафетной гонки на чемпионате мира по биатлону в Рупольдинге.

## Результаты

### Кубок мира
- 2003—2004 — 74-е место
- 2006—2007 — 34-е место
- 2007—2008 — 27-е место
- 2008—2009 — 40-е место[1]
- 2009—2010 — очков не набирала

### Чемпионаты мира
Чемпионат мира по биатлону 2004
- Спринт — #81

Чемпионат мира по биатлону 2007
- Спринт — #15
- Гонка преследования — #23
- Индивидуальная гонка — #28
- Масс-старт — #22
- Эстафета — #13

Чемпионат мира по биатлону 2008
- Спринт — #26
- Гонка преследования — #19
- Индивидуальная гонка — #23
- Масс-старт — #29
- Эстафета — #17

Чемпионат мира по биатлону 2009
- Спринт — #51
- Гонка преследования — #32
- Индивидуальная гонка — #77
- Эстафета — #14

### Олимпийские игры
Зимние Олимпийские игры 2006
- Спринт — #47
- Индивидуальная гонка — #73

Зимние Олимпийские игры 2010
- Спринт — #55
- Индивидуальная гонка — #42
- Эстафета — #18